# Mustafa Doğan
Mustafa Doğan (Isparta, 1 de janeiro de 1973) é um ex-futebolista profissional alemão, de origem turca, que atuava como defensor.

## Carreira
Mustafa Doğan se profissionalizou no Bayer Uerdingen.

## Seleção
Mustafa Doğan integrou a Seleção Alemã de Futebol na Copa das Confederações de 1999.